# Zavana
Zavana é um gênero de traça pertencente à família Arctiidae.